# Arnoldsgrün
Arnoldsgrün (vogtländisch Ernelsgrie) ist ein Ortsteil der Stadt Schöneck/Vogtl. im Vogtlandkreis (Freistaat Sachsen). Er wurde am 1. Januar 1996 eingemeindet. Zur Ortschaft Arnoldsgrün gehören die beiden Orte Arnoldsgrün und Korna.

## Geografie

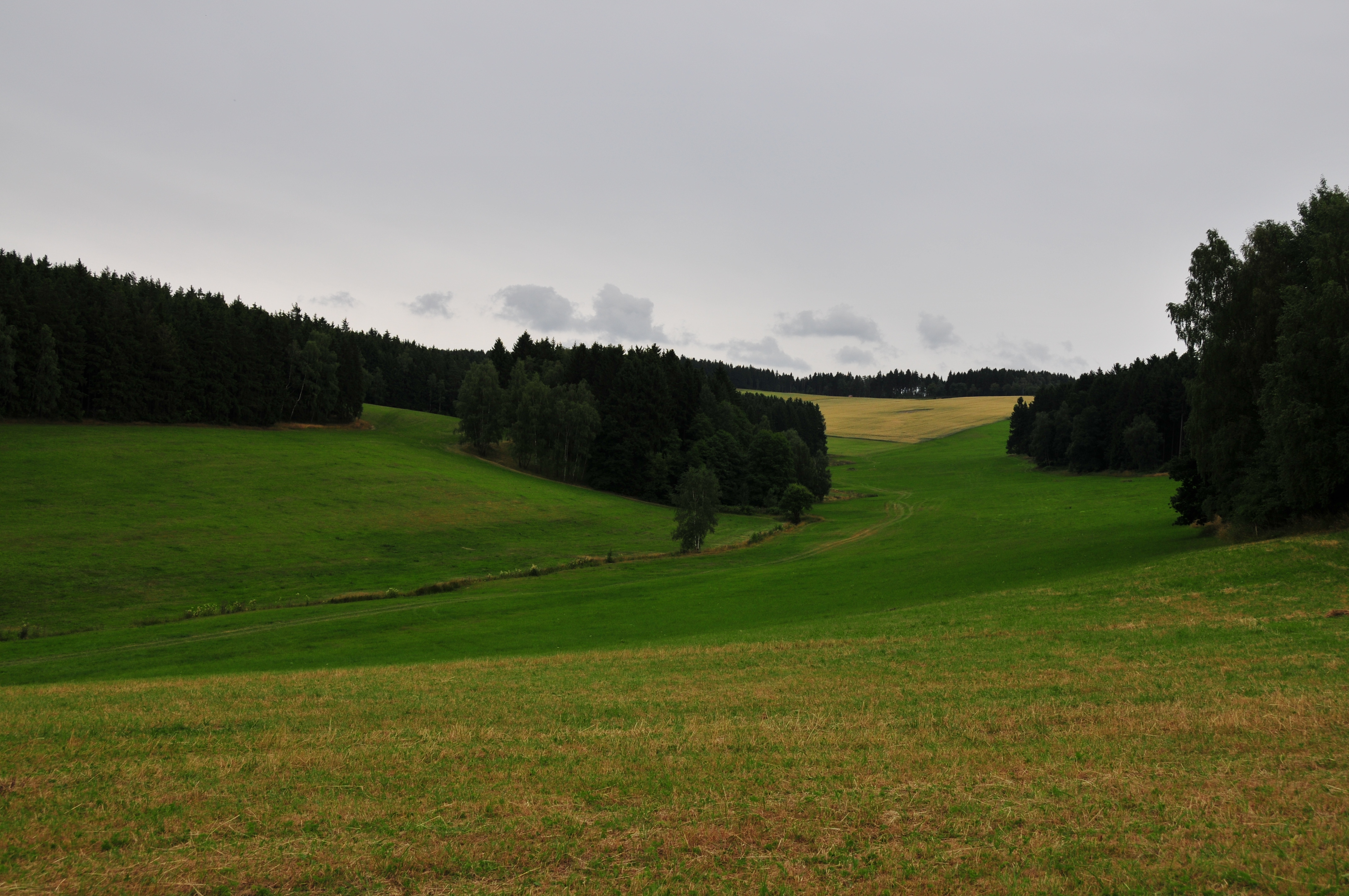
Typische Hügellandschaft des Vogtlandes bei Arnoldsgrün

### Lage
Arnoldsgrün liegt im Zentrum des sächsischen Teils des historischen Vogtlands nordwestlich der Stadt Schöneck/Vogtl. Bezüglich des Naturraums liegt der Ort am Übergang vom Vogtland zum Westerzgebirge. Der Arnoldsgrüner Dorfbach entwässert über den Görnitzbach in die Weiße Elster. Arnoldsgrün liegt am Rand des Naturparks Erzgebirge/Vogtland.

### Nachbarorte
| Brotenfeld                | Kottengrün                                  | Korna                      |
| Tirschendorf, Willitzgrün | Kompassrose, die auf Nachbargemeinden zeigt |                            |
|                           | Marieney                                    | Schilbach, Schöneck/Vogtl. |

## Geschichte

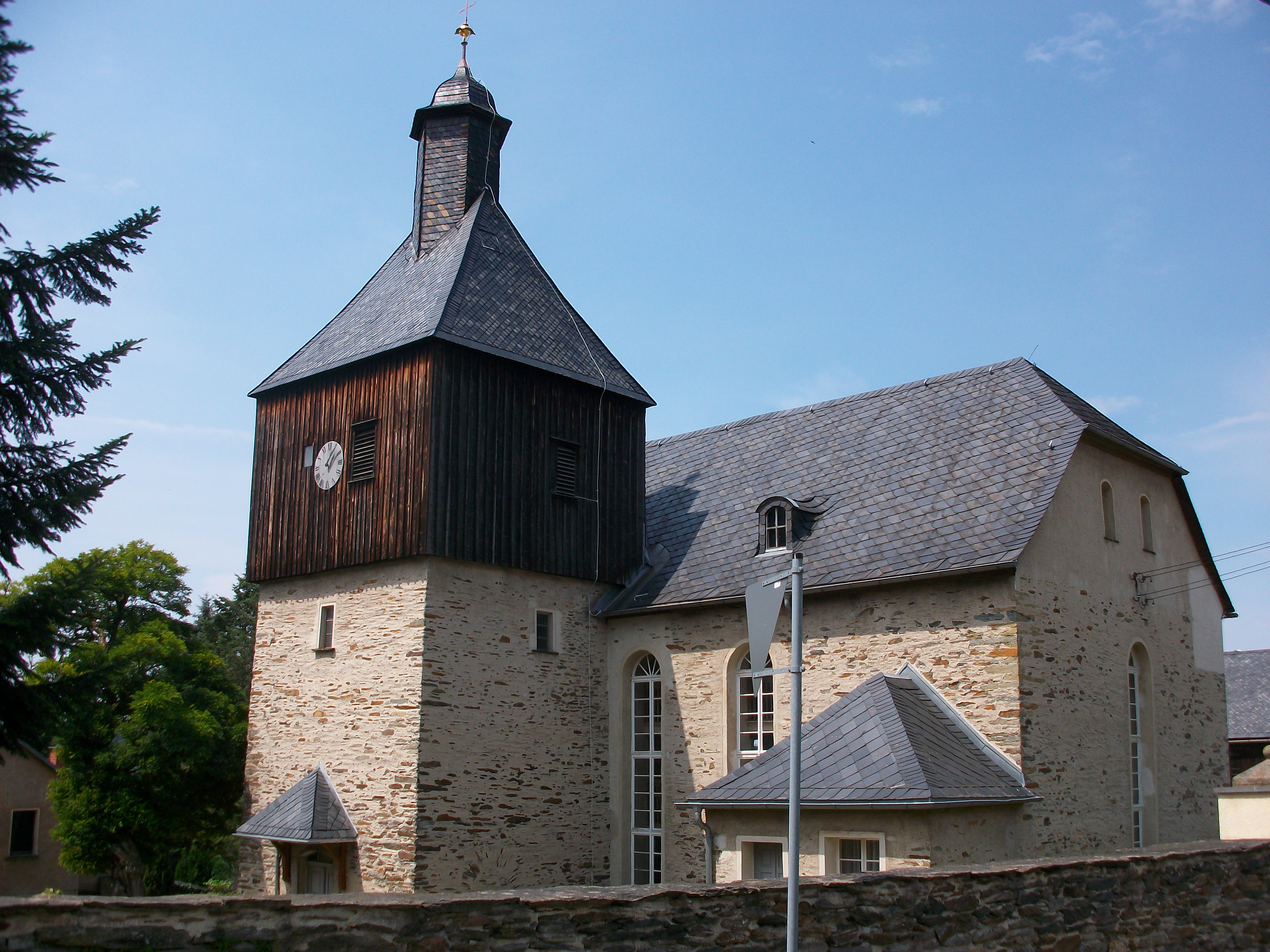
Kirche Arnoldsgrün

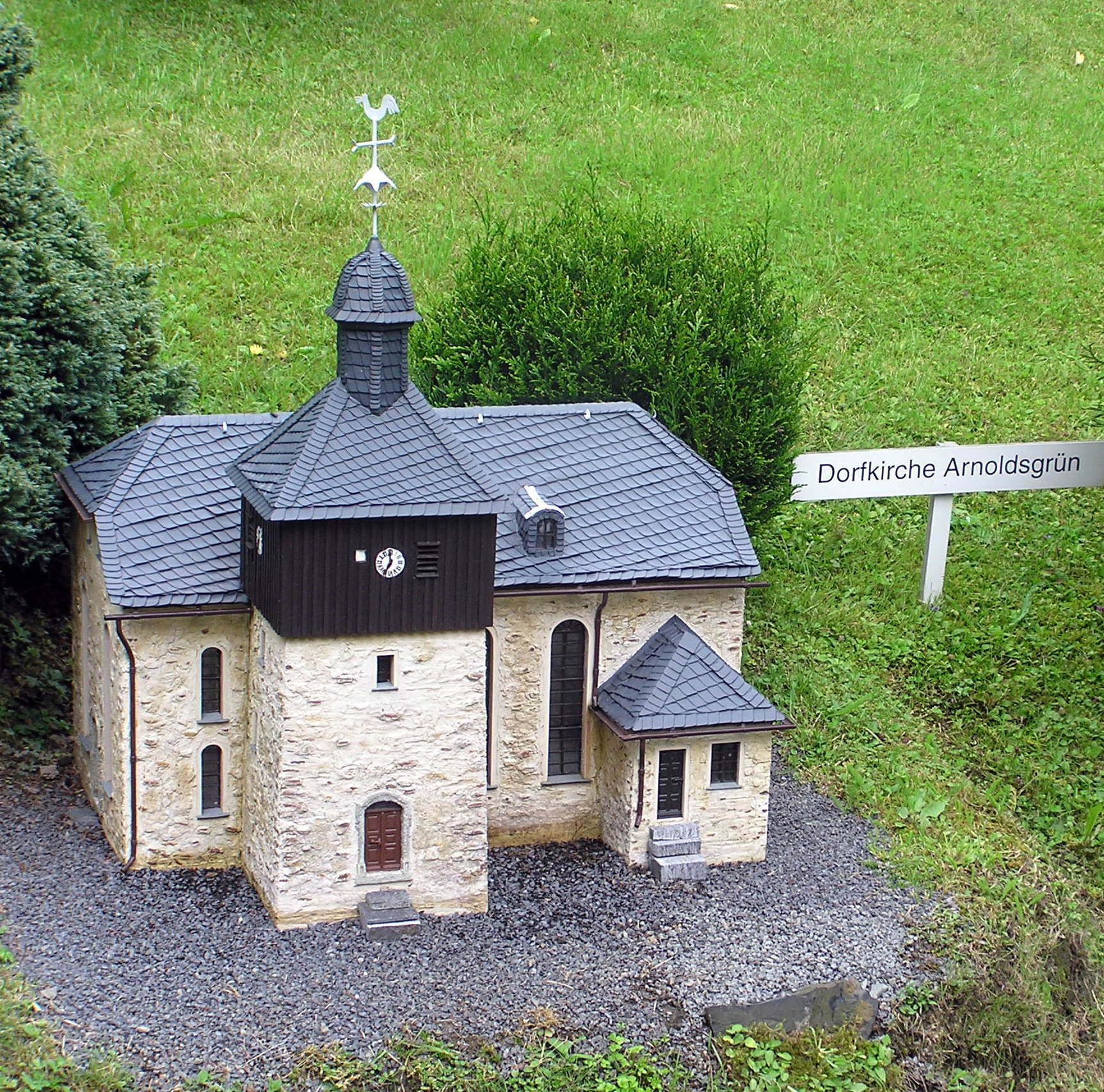
Arnoldsgrüner Dorfkirche in der Miniaturschauanlage Klein-Vogtland in Adorf/Vogtl.

Das Waldhufendorf Arnoldsgrün wurde im Jahr 1301 als „Arnsgrun“ genannt. Bezüglich der Grundherrschaft gehörte ein Teil zum Rittergut Schilbach, der andere unterstand als Amtsdorf bis 1856 direkt dem kursächsischen bzw. königlich-sächsischen Amt Voigtsberg. Nach 1856 gehörte der Ort zum Gerichtsamt Schöneck und ab 1875 zur Amtshauptmannschaft Oelsnitz.
Am 1. Mai 1936 erfolgte die Eingemeindung von Korna. Durch die zweite Kreisreform in der DDR kam die Gemeinde Arnoldsgrün im Jahr 1952 zum Kreis Oelsnitz im Bezirk Chemnitz (1953 in Bezirk Karl-Marx-Stadt umbenannt), der 1990 als sächsischer Landkreis Oelsnitz fortgeführt wurde und 1996 im Vogtlandkreis aufging. Durch die Eingemeindung nach Schöneck/Vogtl. wurde die Gemeinde Arnoldsgrün am 1. Mai 1996 eine Ortschaft der Stadt Schöneck/Vogtl.

## Öffentlicher Nahverkehr
Arnoldsgrün wird im ÖPNV von der stündlichen PlusBus-Linie 90 des Verkehrsverbunds Vogtland bedient. Diese verbindet den Ort mit Schöneck, Plauen, Oelsnitz und Klingenthal.

## Persönlichkeiten
- Christian Gottlob Steinmüller (* 25. September 1792 in Arnoldsgrün; † 8. Mai 1864 in Grünhain), Orgelbauer
- Martin Paul Wolf (* 25. Mai 1908 in Arnoldsgrün; † vor 1952), SS-Führer und Funktionär der NSDAP
- Friedbert Ficker (* 5. September 1927 in Arnoldsgrün; † 10. Januar 2007 in Jena), Kunsthistoriker